# HD 72659
HD 72659 ist ein 167,67 Lichtjahre von der Erde entfernter Gelber Zwerg mit einer Rektaszension von 08h 34m 03s und einer Deklination von −01° 34' 05". Er besitzt eine scheinbare Helligkeit von 7,5 mag. Im Jahre 2002 entdeckte Paul Butler einen extrasolaren Planeten, der diesen Stern umkreist. Dieser trägt den Namen HD 72659 b.